# Fernando Albarrán Ambel
Fernando Albarrán Ambel (Badajoz, 17 de noviembre de 1930-Badajoz, 31 de diciembre de 2024)fue un político y agricultor español. Presidente interino de la Diputación de Badajoz (1978-1979).

## Biografía
Fernando nació en Badajoz (1930). Comenzó su actividad profesional como agricultor y ganadero. Durante le década de los años sesenta y setenta  fue concejal del Ayuntamiento de Badajoz. El 23 de marzo de 1967 accedió a su primer cargo público, al ser nombrado delegado de los servicios de Obras y Vías, y presidente de la Comisión de Obras Públicas y Paro Obrero. Posteriormente fue representante en la Junta de Coordinación de Transportes y de la Junta Delegada de Tráfico.
Posteriormente dio el salto a la Diputación Provincial de Badajoz, donde fue vicepresidente (1975-1976) y presidente (1978-1979).
Durante su larga trayectoria política, Albarrán destacó en los sectores de Obras y Vías, y en Agricultura, donde llegó a ser nombrado vicepresidente de la Junta Nacional de la Mutualidad Nacional de Previsión Agraria de Badajoz. Durante las décadas de los sesenta y setenta se encargó, entre otros asuntos, de la promoción rural, la repoblación forestal, la ganadería y la industrialización en la provincia pacense. También fue representante en la Comisión Provincial de Urbanismo y Vivienda y Patronato Sindical Provincial de la Vivienda; y presidente y presidente honorífico de la Sociedad Hípica Lebrera.
En su honor, su ciudad natal puso su nombre a una calle situada en el barrio de Suerte de Saavedra, paralela a la calle Juan de Ávalos, y perpendicular a la calle Antonio Covarsí Rojas.
Su mujer, Soledad Sanz-Calcedo Sánchez, falleció en 2023. Tenía seis hijos: María Soledad, Fernando, Almudena, Augusta, Carmen y María Isabel Albarrán Sanz-Calcedo; doce nietos y dos bisnietos.